# Visions (Magic: The Gathering)

Symbool

Visions is een uitbreidingsset voor het ruilkaartspel Magic: The Gathering. Het is de tweede set in de Mirage Block, en volgt daarmee de set Mirage op. De set werd uitgebracht in februari 1997.

## Details
Visions bestaat uit 167 kaarten, verspreid over 50 rares, 55 uncommons en 62 commons. Het is de zestiende reeks kaarten die Wizards of the Coast uitbracht voor het magickaartspel, en het tiende op expertniveau. De expansiecode is VIS, en het expansiesymbool een V, die de Oorlogsdriehoek van Zhalfirin voorstelt. Tijdens de ontwikkeling werd de set Mirage, Jr. genoemd. De ontwerpploeg stond onder leiding van Bill Rose.
In de Mirage Block valt Visions tussen de grote set Mirage en de kleinere Weatherlight.
Oorspronkelijk waren de kaarten van Visions bedoeld als onderdeel van een grotere set: Menagerie. Deze set was echter te omvangrijk om in een keer uit te geven, en werd opgesplitst in Mirage en Visions. In 1994 werd in de set Legends een kaart gedrukt met de naam Visions, maar er is echter geen verband tussen deze kaart en de gelijknamige set.
De set werd goed ontvanger onder de spelers, die ondervonden dat er in vergelijking met de vorige sets veel meer sterke kaarten gedrukt werden met de common-zeldzaamheid, een bewuste strategie van de makers. Ook werd er gewerkt aan het versnellen van rode kaarten, die de reputatie hadden traag op gang te komen in het spel, zeker als men met een deck speelde dat uitsluitend uit rode kaarten bestond.
Visions was de laatste set waarbij creatures poison counters konden leveren, totdat in 2006 Swamp Mosquito heruitgegeven werd in Time Spiral. Het was tevens de laatste set die geen legendary permanents bevatte, op de startersets na. In April 2006 werden de kaarten van Visions beschikbaar gemaakt voor Magic: The Gathering Online, en werd voor die digitale versie voorzien van vier themadecks.